# Піскіжов Олександр Валерійович
Олекса́ндр Вале́рійович Піскіжо́в (29 жовтня 1976 — 15 жовтня 2014) — старший сержант 24-го окремого штурмового батальйону «Айдар» Збройних сил України, загинув в ході російсько-української війни.

## Життєпис
Народився 1976 року в Божедарівці (тоді — смт Щорськ, Криничанський район, Дніпропетровська область). Створив родину; виховували дітей.
У часі війни — командир групи «Золота сотня» 24-го батальйону територіальної оборони «Айдар», псевдо «Італієць».
15 жовтня 2014-го група батальйону «Айдар» виїхала на підсилення блокпоста № 32 біля села Сміле (Слов'яносербський район), та потрапила в засідку на Лисичанській трасі. Загинули 8 бійців, 2 були захоплені в полон, ще 3 поранені.
27 жовтня вивезли з місця бою частину тіл загиблих, троє айдарівців ідентифіковані — це Олександр Піскіжов, Юрій Полєно та Владислав Царенко.
Без Олександра лишились дружина, маленька донька, син.
Похований у смт Божедарівка, Криничанський район.

## Нагороди та вшанування
За особисту мужність і героїзм, виявлені у захисті державного суверенітету та територіальної цілісності України, вірність військовій присязі під час російсько-української війни, відзначений — нагороджений
- 25 грудня 2015 року — орденом «За мужність» III ступеня (посмертно)[1]
- орденом «Покрова Пресвятої Богородиці» Українського Козацтва (7.11.2014, посмертно)
- орденом 3-го ступеня «Слава і честь» Київської міської спілки ветеранів Афганістану (28.07.2014)
- відзнакою — орденом «Івана Сірка»
- Хрестом Архістратига Михаїла «За відвагу»
- Його портрет розміщений на меморіалі «Стіна пам'яті полеглих за Україну» в Києві: секція 4, ряд 4, місце 35